# Belobrod
Bellobradë en albanais et Belobrod en serbe latin (en serbe cyrillique : Белоброд) est une localité du Kosovo située dans la commune/municipalité de Dragash/Dragaš et dans le district de Prizren/Prizren. Selon le recensement kosovar de 2011, elle compte 948 habitants, tous albanais.
Selon le découpage administratif de la Serbie, la localité fait partie de la municipalité de Prizren. Le village est également connu sous le nom albanais de Belobrad.

## Démographie

### Évolution historique de la population dans la localité
| 1948 | 1953 | 1961 | 1971 | 1981 | 1991 | 2011 |
| ---- | ---- | ---- | ---- | ---- | ---- | ---- |
| 415  | 345  | 385  | 568  | 808  | 998  | 948  |

|  |